# 永松利熊

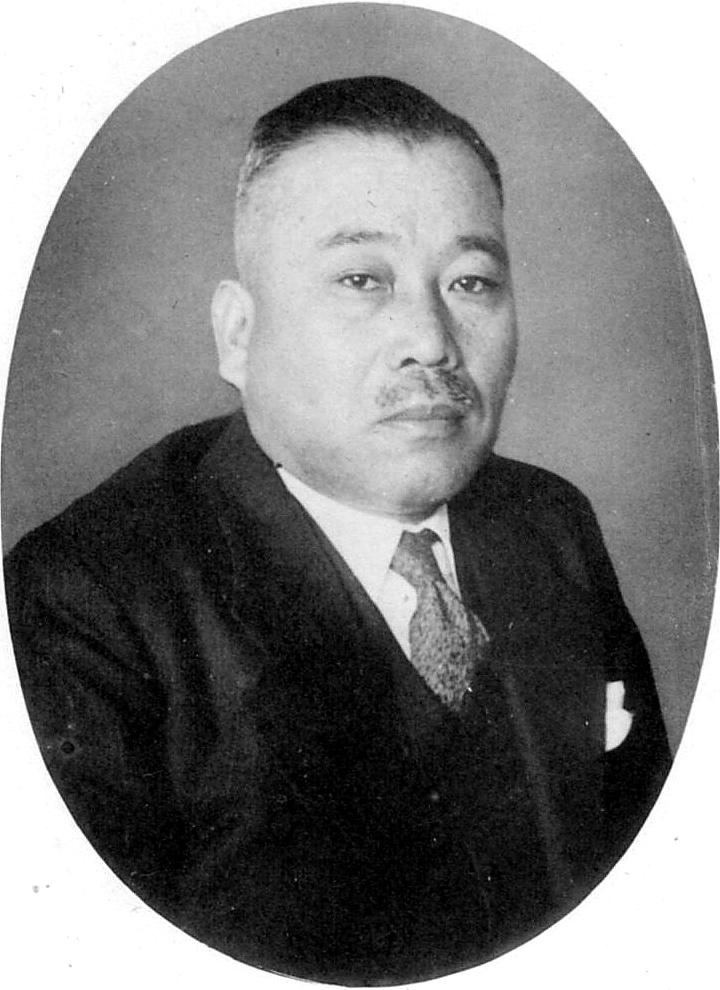
永松利熊

永松 利熊（ながまつ としくま、1885年（明治18年）8月1日 - 1955年（昭和30年）1月13日）は、昭和時代に活動した日本の実業家。
日本興業銀行出身。大同電力常務取締役、次いで日本発送電理事となり経理部門を担当した後、藤田組（現・DOWAホールディングス）常務取締役、日産火災海上保険（現・損害保険ジャパン）社長を務めた。鹿児島県生まれ。

## 経歴
永松利熊は1885年（明治18年）8月1日、鹿児島県薩摩郡永野村（現・さつま町）で士族永松愛熊の長男として生まれた。1908年（明治41年）に長崎高等商業学校を卒業。はじめ専売局へと入るが、1916年（大正5年）に退官し、株式会社日本興業銀行（興銀）に転じた。興銀では大阪支店支配人や貸付課長を務め、最終的に鑑定課長となった。
1933年（昭和8年）12月、大同電力株式会社の常務取締役に就任した。同社は木曽川での電源開発などを手がける、当時の大手電力会社の一つであったが、経営が悪化して同年上期の決算から無配に転落していた。社長の増田次郎によると、興銀総裁の結城豊太郎（1930 - 1937年総裁）と会談した際、結城に経理方面の達人を世話するので徹底的に整理して立て直してみてはどうかと勧められたので、これを受け入れたところ大同にやってきたのが永松であったという。永松が常務となり会社の更生にあたったところ業績が向上したということで、増田は自叙伝にて永松を知るのが遅かったと悔い嘆いたと書いている。
1938年（昭和13年）に発送電の国家管理を目的とする電力管理法が公布され国策会社日本発送電株式会社（日発）の設立が決定すると、大同電力は日発へと資産負債一切を移譲して解散することを決めた。永松は解散に先立つ1939年（昭和14年）3月30日付で大同電力常務取締役を退任。2日後の4月1日、日発の発足と同時に同社理事に就任した。大同からは社長の増田次郎が初代総裁、同じく常務であった藤波収が理事として永松とともに日発へ転じている。日発では常務理事として経理部長を兼ね、大同時代と同様経理部門を担当することとなった。1940年（昭和15年）7月の機構改革で社員部長制が採用されたため経理部長から退いたが、かわりに経理部と新設の購買部・石炭部の担当となる。しかし翌1941年（昭和16年）1月、増田の総裁辞任とともに永松も理事を辞任した。
日発に続いて1941年9月、今度は株式会社藤田組に常務取締役として入った。同社は小坂鉱山などを経営する鉱山会社であるが、当時経営不振で日本銀行（日銀）から日銀特融を受けていた。30年来社長であった藤田平太郎が1940年に死去すると、日銀総裁の結城豊太郎（1937年就任）は債権確保のため適切な人材に経営を委ねる方針をとり、藤田組の経営陣の刷新を要求。1941年9月の株主総会にて藤田家の社長藤田光一が代表権のない会長に退き、結城に近い白根竹介（元内閣書記官長）が代表取締役専務、永松利熊が常務取締役に就任した。以来1943年（昭和18年）5月の任期満了まで白根とともに同社の経営にあたった。
藤田組の次は1945年（昭和20年）6月、保険会社の日産火災海上保険株式会社に入り8代目の代表取締役社長に就任した。会長の伊吹震が退いて7代目社長の神谷千別が会長に昇格したのに伴うものである。同社は従来金融機関との連係がなかったためこれを補うべく人選を進めたところ、伊吹と姻戚関係にある結城豊太郎が永松を推薦したため、後任社長に選ばれた。間もなく太平洋戦争が終戦となり、直後の経済危機時代において経営にあたるが、1948年（昭和23年）5月に財閥同族支配力排除法により不適格の通知を受け、同年6月に社長を辞任した。
その後は1948年11月に古巣の興銀にて監査役に就任し、1953年（昭和28年）11月まで務めた。1955年（昭和30年）1月13日、国立東京第二病院にて死去。満69歳没。東京都目黒区柿ノ木坂町の自宅にて告別式が行われた。

## 主な役職
- 大同電力株式会社常務取締役：1933年12月 - 1939年3月[6]
  - 大同製鋼株式会社監査役：1934年10月 - 1939年3月[18]
  - 神岡水電株式会社取締役：1935年10月[19] - 1939年3月[20]
  - 昭和電力株式会社監査役：1935年11月[21] - 1939年3月[22]
- 日本発送電株式会社理事：1939年4月1日 - 1941年1月16日[12]
- 株式会社藤田組常務取締役：1941年9月24日 - 1943年5月31日[23]
- 日産火災海上保険株式会社代表取締役社長：1945年6月27日 - 1948年6月28日[2][15]
- 株式会社日本興業銀行監査役：1948年11月30日 - 1953年11月27日[16]